# Heterocallia arisana
Heterocallia arisana är en fjärilsart som beskrevs av Eugen Wehrli 1932. Heterocallia arisana ingår i släktet Heterocallia och familjen mätare. Inga underarter finns listade i Catalogue of Life.